# 343158 Marsyas
343158 Marsyas este o planetă minoră (asteroid) din Asteroid Apollo. A fost descoperită pe 29 aprilie 2009 la Catalina Station⁠(d) de Catalina Sky Survey și a fost numită după Marsyas Silen. 
Obiectul prezintă o orbită caracterizată de o semiaxă mare de 2,5273581606844 UAi, o excentricitate de 0,80653, o înclinație de 154,51 ° în raport cu ecliptica.